# Lucius Acilius Strabo
Lucius Acilius Strabo war ein römischer Politiker und Senator aus der gens Acilia.

## Tätigkeit als Gesandter in Cyrene
Durch Kaiser Claudius wurde er in die Provinz Cyrene geschickt, wobei nicht ganz sicher ist, ob er dies nach Ausübung der Praetur als regulärer Propraetor tat oder ob er eigens für diesen Auftrag mit promagistraler Amtsgewalt ausgestattet wurde. Das Territorium von Cyrene war Anfang des 1. Jahrhunderts v. Chr. an das Römische Reich gefallen, als der aus der Familie der Ptolemäer stammende König Ptolemaios Apion kinderlos starb und sein Reich testamentarisch an Rom vermachte. Zunächst hatte dieses nur das Krongut übernommen, während die Städte bis zur Einrichtung einer Provinz 74 v. Chr. sich selbst überlassen worden waren. In den Jahrzehnten seitdem hatten die Einwohner allerdings weite Teile der umfangreichen staatlichen (ehemals königlichen) Besitzungen übernommen und beriefen sich nun auf das Gewohnheitsrecht, aufgrund dessen ihnen die Ländereien zustünden. Von verschiedenen Inschriften ist bekannt, dass Acilius Strabo den Staatsbesitz wiederherstellte und den Einheimischen die bis dahin widerrechtlich angeeigneten Territorien absprach:

“[Nero Claudius] / [divi Claudi f(ilius)] Germanici Cae/saris nep(os) [Ti(beri) Caes(aris)] / Aug(usti) pron(epos) div[i] Aug(usti) abn(epos) Caes[ar] / Aug(ustus) Germani[cus] / Imp(erator) per L(ucium) Acil[ium] / Strabonem l[egatum] / suum fines [oc]/cupatos a priv[atis] / p(opulo) R(omano) restituit{t} // [”

„Der Kaiser Nero Claudius Germanicus, Sohn des vergöttlichten Claudius, Enkel des Caesars Germanicus, Urenkel des Kaisers Tiberius, Ururenkel des vergöttlichten Kaisers Augustus, hat durch Lucius Acilius Strabo, seinen Gesandten, dem römischen Volk die von Privatleuten besetzten Gebiete wiederhergestellt.“

Die Bewohner Cyrenes, mit den Entscheidungen Strabos unzufrieden, wandten sich mit einer Beschwerde nach Rom, wie der Schriftsteller Tacitus in seinen Annales berichtet. Der Senat erklärte, von der Entsendung des Lucius Acilius Strabo nichts zu wissen, und leitete die Anfrage dementsprechend im Jahr 59 an den mittlerweile regierenden Kaiser Nero weiter. Seine Entscheidung lautete wie folgt:

“Nero, probata Strabonis sententia, se nihilo minus subvenire sociis et usurpata concedere scripsit.”

„Nero billigte Strabos Entscheidung, schrieb aber, er wolle nichtsdestoweniger den Bundesgenossen behilflich sein und ihnen, was sie sich angeeignet hätten, überlassen.“

Diese Entscheidung wird zu den klugen politischen Handlungen gezählt, die Tacitus – trotz seiner grundsätzlichen Kritik an Nero – beschreibt.

## Suffektkonsulat
Aus Neapel ist eine größtenteils griechischsprachige Inschrift bekannt, die an einem 14. September ausgestellt wurde und als amtierende Konsuln einen Lucius Acilius Strabo (Λουκίος Ἀκείλιος Στράβων) sowie einen Sextus Neranius Capito (Σέξτος Νερανίος Καπίτων) nennt. Aufgrund der Nennung eines bereits anderweitig bekannten lokalen Magistraten wurde sie auf das Jahr 71 datiert. 1997 wurde allerdings in der antiken Stadt Septempeda (dem heutigen San Severino Marche) das Fragment einer Liste römischer Konsuln (fasti) bekannt, die sogenannten Fasti Septempedani. Aufgrund der darin enthaltenen sicher datierten Konsulate lässt sich erschließen, dass die genannten Amtsträger den Zeitraum von 78 bis 82 abdecken. Für das sechste Nundinium des Jahres 80 ist in den Fasti Septempedani wiederum ein Lucius Acilius Strabo als Suffektkonsul genannt. Von seinem Amtskollegen haben sich nur die letzten beiden Buchstaben „[…]to“ erhalten, was eine Ergänzung zu „Sextus Neranius Capito“ nahelegt.
Vor dem Bekanntwerden der Fasti Septempedani war in der Forschung allgemein akzeptiert, dass der Gesandte des Claudius und Nero über ein Jahrzehnt nach dieser Mission, nämlich im Jahr 71, den Konsulat bekleidete, wie man aus der neapolitanischen Inschrift erschloss. Seit dem Neufund der Konsulnliste aus Septempeda ist die Quellenlage komplexer geworden: Der vorher unbekannte Konsulat im Jahr 80 ist nun praktisch unwiderlegbar bezeugt. Bei diesem Amtsträger dürfte es sich allerdings eher um den Sohn des Legaten aus claudischer/neronischer Zeit handeln, wenn man den zeitlichen Abstand zwischen den 50er Jahren und dem Jahr 80 bedenkt. Ob damit allerdings der Konsulat im Jahr 71 zu streichen und die entsprechende Inschrift aus Neapel umzudatieren ist, wie der Herausgeber des Neufunds in der Année Épigraphique vermutete, wird in der Forschung nicht explizit bestätigt. Wenn dem nicht so wäre, hätte es zwei gleichnamige Amtsträger gegeben, der erste (71) wäre möglicherweise der Gesandte des Kaisers Claudius in seinen späteren Jahren und der zweite (80) dessen Sohn.

## Statthalterschaft
Durch einen römischen Weihaltar, die in der Nähe der Orbachsmühle in den antiken Steinbrüchen im Brohltal gefunden wurde, ist ein Acilius Strabo als Amtsträger einer germanischen Provinz belegt. Der Fundort befindet sich zwar auf dem Territorium der Provinz Germania superior (Obergermanien), die bekannten Inschriften aus dem Brohltal beziehen sich jedoch allesamt auf Einheiten des niedergermanischen Heeres. Daher ist davon auszugehen, dass auch Acilius Strabo in dieser Provinz tätig war.

„Herculi Sax{s}ano / sacrum Iulius Vi/ctor < pro se et co/m(m)ilitones si/ngulares pedite/s Acili Strabonis / leg(ati) Aug(usti) v(otum) s(olverunt) l(ibentes) m(erito)“

„Dem Hercules Saxanus geweiht von dem Zenturio Iulius Victor für sich und seine Kameraden, die ausgewählte Fußtruppe [= Leibwache] des legatus Augusti [wörtlich: kaiserlichen Gesandten] Acilius Strabo. Sie haben das Gelübde gerne und nach Gebühr eingelöst.“

In diesem Text erscheint Lucius Acilius Strabo als legatus Augusti („kaiserlicher Gesandter“), was für den Statthalter einer römischen Inschrift nicht die übliche Amtsbenennung wäre – ein solcher wäre normalerweise als legatus Augusti pro praetore (ungefähr übersetzbar mit „kaiserlicher Gesandter mit praetorischer Amtsgewalt“) bezeichnet worden. Trotzdem ging man in der älteren Forschung davon aus, dass auf der Inschrift aus dem Brohltal ein Provinzstatthalter gemeint ist, weil dort seine persönliche Leibwache (pedites singulares) genannt wird. Eine solche eigene Sondertruppe hielt man für ein Privileg des obersten Beamten einer römischen Provinz. Mittlerweile ist jedoch eine Inschrift bekannt geworden, die deutlich macht, dass auch der Legat einer Legion eine Gruppe an pedites singulares unter sich haben konnte.
Die Datierung seiner Tätigkeit in Germanien hängt von der Interpretation des Quellenbefundes ab. Wenn Acilius Strabo sich tatsächlich als Statthalter in Germanien aufhielt, muss er diese Tätigkeit kurz nach seinem Konsulat ausgeübt haben. Daraus ergab sich in der älteren Forschung (die von dem Konsulat im Jahr 71 ausging) eine Datierung in die 70er Jahre, bei Werner Eck beispielsweise vorsichtig zwischen 73 und 78 (da von 71 bis 73 bereits Aulus Marius Celsus, im Jahr 78 Gaius Rutilius Gallicus und 79/80 Decimus Iunius Novius Priscus als Statthalter bezeugt sind). Seit dem Bekanntwerden des Konsulats im Jahr 80 tendiert man eher zu einer Verortung in die 80er Jahre (die Prosopographia Imperii Romani grenzt die Amtszeit zum Beispiel zwischen 81 und 88 ein). Wenn Acilius Strabo allerdings nicht als Statthalter, sondern lediglich als Legat einer Legion in Germanien tätig war, müsste dieses Amt kurz vor seinem jeweiligen Konsulat einzuordnen sein.
Alle diese Überlegungen gehen (teils stillschweigend) davon aus, dass der Acilius Strabo von der Inschrift im Brohltal mit dem Konsul von 71 oder von 80 identisch ist. Daneben bestünde auch noch die Möglichkeit, ihn mit Lucius Acilius Strabo Clodius gleichzusetzen, der im Jahr 116 wohl Statthalter von Numidien war und theoretisch einige Jahre später dieses Amt in Germanien ausgeübt haben könnte. Das gilt allerdings als unwahrscheinlich, da die römischen Steinbrüche im Brohltal den vorhandenen Quellen nach nur bis in die ersten Jahre des 2. Jahrhunderts betrieben wurden und ihre Nutzung in der Mitte der Regierungszeit Trajans relativ abrupt endete. Sonstige Anhaltspunkte zur Datierung der Inschrift gibt es nicht, genauere Einordnungen ihrer Entstehungszeit resultieren bereits aus den anderweitig erschlossenen Datierungen der Statthalterschaft Acilius Strabos. Die Nutzung dieser Angaben für die Einordnung dieser Amtszeit würde also einen Zirkelschluss darstellen.
Die Anwesenheit der persönlichen Truppe des Statthalters (oder Legionslegaten) in den Steinbrüchen des Brohltals wird entweder mit einer der diversen Umbauten des Statthalterpalastes der niedergermanischen Provinzhauptstadt Colonia Claudia Ara Agrippinensium oder aber mit dem Wiederaufbau eines Legionslagers am Rhein in Verbindung gebracht.

## Herkunft und sonstige inschriftliche Belege
Zur Herkunft und Familie des Lucius Acilius Strabo gibt es nur Indizien: Die erste bezieht sich auf Lucius Acilius Strabo Clodius, den bereits erwähnten Statthalter von Numidien. Sein voller Name ist durch Inschriften bekannt und lautete Lucius Stertinius Quintilianus Acilius Strabo Gaius Curiatius Maternus Clodius Nummus. Diese Namensform (sogenannte Polyonymie, siehe Römischer Name) deutet darauf hin, dass er Adoptivsohn eines Lucius Acilius Strabo, also wohl des Gesandten der 50er Jahre und des Konsuls von 71/80, war. Er stammte aus Neapel, sodass auch sein Adoptivvater zumindest eine Beziehung zu dieser Stadt gehabt haben dürfte. Mehrere Bleirohrinschriften mit dem Namen des Lucius Acilius Strabo wurden ab 1893 westlich beziehungsweise nordwestlich von Neapel in den antiken Städten Cumae und Puteoli, dem heutigen Pozzuoli, gefunden. Ebenfalls in Cumae wurde für einen seiner Freigelassenen ein Grabaltar mit Inschrift aufgestellt.
Alle diese Belege können einen Hinweis darauf geben, dass der Senator ursprünglich aus dieser Region stammte. Andererseits ist es auch möglich, dass Strabo – wie viele adelige Römer – dort lediglich eine Villa besaß, durch deren Gelände die Bleirohre mit den Besitzerinschriften führten und in welcher der genannte Freigelassene während seiner Sklavenzeit tätig gewesen war.